# Национальный санно-бобслейный центр
Национа́льный са́нно-бобсле́йный центр Яньци́на (кит.国家雪橇中心), также известный как «Летя́щий сне́жный драко́н» (кит. упр. 雪游龙, палл. сюэ ю лун) — первая трасса для санного спорта, бобслея и скелетона на территории Китая, которая отвечает олимпийским стандартам, имеет 16 поворотов с разными углами наклона. Центр также имеет 2000 сидячих и 8000 стоячих мест.
Главным конструктором центра, как и всего олимпийского кластера в Яньцине был Ли Синган, до этого проектировавший Национальный стадион к Олимпиаде-2008. 

## Характеристика

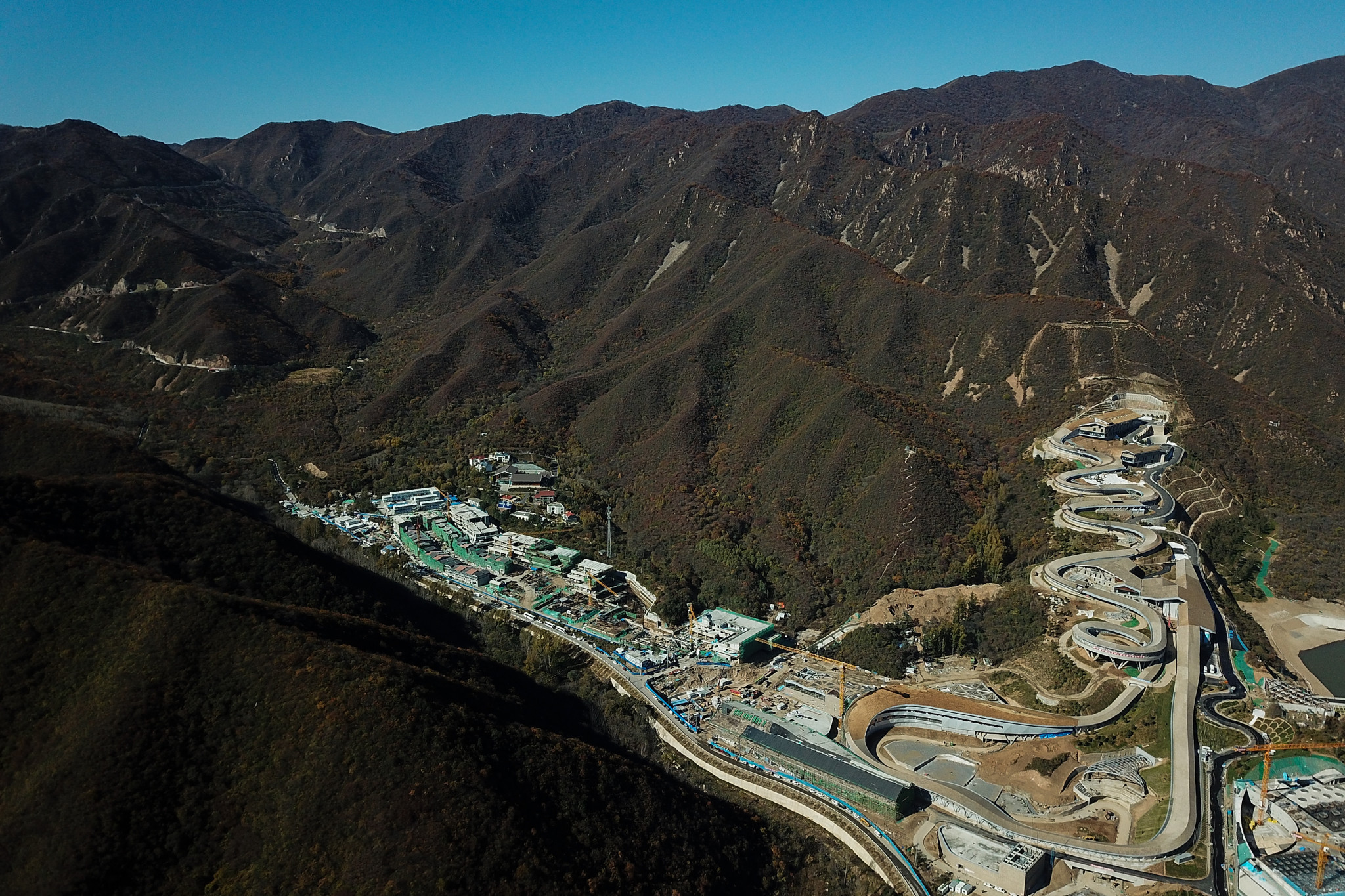
Национальный санно-бобслейный центр Яньцин

В июле 2018 года в Яньцине начались строительные работы на санно-бобслейной трассе. Строительство трассы было завершено в ноябре 2020 года. Это первая гоночная трасса с углом обзора 360°, имеющая форму китайского дракона, 16 поворотов и общую длину 1975 метров. В Национальном бобслейном центре есть места для 2 000 зрителей и стоячие места для 8 000 зрителей. Первые пробные заезды были проведены на трассе в конце октября 2020 года.
Национальный санно-бобслейный центр расположен в юго-западной части пекинского района Яньцин, на южном склоне горы Хайтошань и спроектирован так, что похож на летящего в южном направлении китайского дракона, отсюда его второе название — «Летящий снежный дракон» (кит. упр. 雪游龙, палл. сюэ ю лун). Поскольку южный склон горы открыт для солнечных лучей, для предотвращения нагрева трассы при её проектировании и строительстве применены специальные солнцезащитные решения. Строительная площадь трассы составляет около 60 тыс.кв.метров, протяженность — 1.9 км, а перепады высот превышают 120 метров. После строительства гоночная трасса стала 17-й по счету в мире, третьей в Азии и первой в Китае.

## Судьба объекта после олимпиады
После Олимпиады центр будет принимать международные соревнования и станет тренировочной базой для сборной Китая.

## Спортивные мероприятия
- 20-21 ноября 2021 года состоялись первые соревнования по санному спорту на трассе в рамках Кубка мира 2021/22 годов по санному спорту[4].
- Бобслей на зимних Олимпийских играх 2022 года
- Санный спорт на зимних Олимпийских играх 2022 года
- Скелетон на зимних Олимпийских играх 2022 года
- 17 ноября 2023 — начало первых этапов Кубка мира по бобслею 2023/24 и Кубка мира по скелетону 2023/24